# Zwischenfall in Benderath
Zwischenfall in Benderath ist ein Film der DEFA von János Veiczi aus dem Jahr 1956 nach dem Schauspiel Trojaner von Curt Corrinth aus den zwanziger Jahren, welches in die Gegenwart verlegt wurde.
Nach dem Schauspiel schrieb Corrinth das Jugendbuch Die Sache mit Päker (Berlin 1956, Verlag Neues Leben).

## Handlung
Auf einer kleinen Insel in der Nähe der westdeutschen Stadt Benderath treffen sich sechs Gymnasiasten um sich zu erholen und über die Aufnahmeanträge von zwei Mitschülern abzustimmen. Diese wollen in der Gruppe, die sich Trojaner nennt, Mitglied werden. Hierzu müssen aber erst einmal die, ausnahmsweise anwesenden, Mädels durch eine trickreiche Aktion von der Insel gebracht werden, da sie nicht in die inneren Angelegenheiten der Trojaner Einblick erhalten sollen. Der Sohn eines Offiziers wird trotz anfänglicher Bedenken in die Gruppe aufgenommen, während ein anderer Mitschüler, der als hinterhältiger Typ bekannt ist, einstimmig abgelehnt wird. Nachdem die Mädchen von allein den Weg schwimmend auf die Insel zurückgefunden haben, kann nun der normale Alltag weitergehen.
Im Unterricht wird Jakob Lewin immer wieder von dem Geschichtslehrer Päker auf die primitivste und gemeinste Art beleidigend auf seine jüdische Herkunft hingewiesen. Hinzu kommt, dass Jakobs Vater Artikel in der Presse verfasst, die sich mit dem wiedererstarkenden Faschismus in Westdeutschland beschäftigen, was der Studienrat besonders verwerflich findet. So kommt es, dass die Beleidigungen wieder einmal Überhand gewinnen und Jakob Lewin davon genug hat. Er fordert den Lehrer auf, seine Entgleisungen zurückzunehmen. Dieser sieht dazu jedoch keine Veranlassung. Im Ergebnis verlässt Jakob die Schule und die angestammten Mitglieder der Trojaner schließen sich aus Solidarität an. Auf ihrer kleinen, versteckten Insel suchen sie Schutz vor der Entdeckung und stellen dem Direktor des Gymnasiums ein Ultimatum.
Der Fall macht bald Schlagzeilen weit über die Schule hinaus, Eltern, Lehrer, Presse und auch die Behörden schalten sich ein. Das neue Mitglied der Trojaner betätigt sich als Kurier, muss aber erkennen, dass gegen das Gros der Lehrerschaft kein Ankommen ist. So gesellt er sich auch zu den sechs Mitschülern auf der Insel. Inzwischen ist auch ein Schulrat in der Stadt eingetroffen um die Sache zu klären, da der Schuldirektor Tappert nur daran interessiert ist, die Politik aus seiner Schule herauszuhalten. Da sich die Eltern hinter ihre Kinder stellen, sieht der Schulrat Casparius, ein heimlicher Gesinnungsfreund Päkers, keine Möglichkeit mehr den Studienrat weiter zu schützen. In einem vertraulichen Gespräch erklärt er ihm, dass dieser die Schule verlassen muss, aber zu einem späteren Zeitpunkt in höherer Stellung einen Aufstieg erleben werde. So kommen also die Schüler wieder zurück und der Studienrat Päker entschuldigt sich vor der Klasse bei Jakob.
Bevor sich Jakob auf den Weg zu einer Festveranstaltung zum 100-jährigen Bestehen des Gymnasiums macht, bekommt er die Nachricht, dass sein Vater auf einer Dienstreise in Düsseldorf auf Grund seiner kommunistischen Aktivitäten verhaftet wurde.

## Produktion und Veröffentlichung
Zwischenfall in Benderath wurde unter dem Arbeitstitel „Trojaner“ gedreht und hatte am 28. Dezember 1956 im Berliner Kino Babylon sowie im DEFA-Filmtheater Kastanienallee (Berlin) eine Doppelpremiere.
Der Interministerielle Ausschuß für Ost-West-Filmfragen verbot die Aufführung in der Bundesrepublik Deutschland.

## Kritik
Horst Knietzsch fand in der Tageszeitung Neues Deutschland, dass Zwischenfall in Benderath zu den interessantesten Filmen des Produktionsjahres 1956 gehöre. Sein Regisseur zeichne sich „durch fehlenden Hang zur Konfektion“ aus. Das müsse nicht unbedingt ein Zeichen für Talent und künstlerischen Mut sein. Es gebe genügend Fälle, wo Regisseure damit nur geblufft hätten, dass die glättende Dramaturgie alles vorhersehen ließe und die Bilder alles zeigten, ohne dass es etwas zu entdecken gäbe.
Karl-Eduard von Schnitzler stellte im Filmspiegel fest, dass es in dem Film „kein Schwarzweiß“ gebe, es sei „das Westdeutschland unserer Tage, keine Überspitzung und nichts Unglaubhaftes“.
Manfred Merz schrieb in der Neuen Zeit, dass „Regie und Darsteller für die prachtvollen Szenen mit den Jugendlichen, dem Club der Sieben, die in frohen Stunden wie auch in der Schwere der Entscheidung treu zusammenstehen ein uneingeschränktes Lob“ verdienten. Ihre festgefügte Gemeinschaft allein bewirke in diesem Film, „dass am Ende Recht und Anständigkeit über Hass und Gewalt siegen“.
Das Lexikon des internationalen Films schreibt, dass der Film durch Verzeichnungen letztlich um einen Teil seiner Glaubwürdigkeit bringt.

## Auszeichnungen
- 1957: VI. Weltfestspiele der Jugend und Studenten in Moskau: Silbermedaille.